# 1403 en santé et médecine
| Années de la santé et de la médecine : 1400 - 1401 - 1402 - 1403 - 1404 - 1405 - 1406    |
| Décennies de la santé et de la médecine : 1370 - 1380 - 1390 - 1400 - 1410 - 1420 - 1430 |

Cet article présente les faits marquants de l'année 1403 en santé et médecine.

## Événements
- 8 mars : c'est d'« apoplexie » que meurt le sultan Bajazet Ier, prisonnier de Tamerlan[1].
- Juillet : à l'initiative de Philippe le Hardi, le désenvoûtement du roi Charles VI, atteint de folie, est confié à deux sorciers bourguignons, Poinson et Briquet qui, après leur échec, sont poursuivis et condamnés au bûcher par le bailli de Dijon[2],[3].

- La durée de l'isolement des navires suspects de peste, pratiqué par la république de Raguse depuis 1377, est portée d'un mois à quarante jours (d'où le mot « quarantaine ») par la république de Venise[4].
- John Bradmore († 1412), chirurgien du roi Henri IV d'Angleterre, soigne et guérit par des procédés nouveaux la grave blessure infligée par une flèche au visage du prince de Galles, futur Henri V, à la bataille de Shrewsbury[5].
- Antoine Bastricii, barbier à Draguignan, est condamné pour n'avoir pas signalé à la justice qu'il a soigné des patients mordus par un chien enragé[6].

## Publication
- Nicholas O'Hickey (Ó hÍceadha (en)) traduit et commente en irlandais les Aphorismes d'Hippocrate, ouvrage dont un fragment est conservé au British Museum de Londres[7],[8],[9].

## Personnalités
- Fl. Almon Barberii[6], Dreux Hugueti de Parellis[6] et Jean de Zelanda[10], maîtres ès arts et étudiants en médecine à Paris.
- Fl. Bertrand Boscarelli[6] et Raymond[10], barbiers, respectivement à Montpellier et Carcassonne.
- Fl. Étienne, barbier de Jean de Chalon, sire d'Arlay[6].
- 1387-1403 : fl. Georges de Castro et Barthélemy Ohes, respectivement professeur et étudiant à la faculté de médecine de Paris[6].
- 1394-1403 : fl. Élie Luce, reçu bachelier en médecine à Paris[6].
- 1396-1403 : fl. Durand, médecin à Romans, examinateur des personnes soupçonnées de lèpre à Grenoble, et Géraud Landry, professeur de médecine à Paris[6].
- 1402-1403 : fl. Ponce Du Solier (ou Ponseau), l'un des deux sorciers qui prétendent guérir le roi Charles VI, en juillet 1403[10].
- 1403-1406 : fl. Clulle Petit, chirurgien juré du roi à Faremoutiers, et Denis de Lyra, médecin du comte de Savoie puis de la ville de Chambéry[6].
- 1403-1408 : fl. Étienne de Thorigny, étudiant en médecine à Paris[6].
- 1403-1437 : fl. Noël Regis, reçu bachelier ès arts et en médecine à Paris[10].

## Décès
- Jean Tabari (né à une date inconnue), clerc et médecin, Premier médecin et secrétaire-notaire du roi de France Charles VI[11].